# Brent Law
Brent Law (ur. 11 października 1984) – maltański judoka.
Jest dwukrotnym medalistą igrzysk małych państw Europy. W 2007 wywalczył brąz w kategorii do 60 kg, w 2009 dokonał tego samego w kategorii do 66 kg, a w 2011 zdobył srebro w kategorii do 60 kg.